# Bellevue (Teksas)
Bellevue je grad u američkoj saveznoj državi Teksas. Prema popisu stanovništva iz 2010. u njemu je živjelo 362 stanovnika.